# NGC 6301
NGC 6301 is een spiraalvormig sterrenstelsel in het sterrenbeeld Hercules. Het hemelobject werd op 11 juni 1788 ontdekt door de Britse astronoom William Herschel.

## Synoniemen
- IC 4643
- UGC 10723
- MCG 7-35-34
- ZWG 225.49
- PGC 59681